# 赫爾曼·馮·艾希霍恩
赫爾曼·埃米爾·戈特弗里德·馮·艾希霍恩（德語：Hermann Emil Gottfried von Eichhorn，1848年2月13日—1918年7月30日）是一名普魯士軍官，在第一次世界大戰期間成為將軍。他獲得了带橡叶功勳勳章，這是普魯士王國最高功績之一。
第一次世界大戰爆發時，艾希霍恩因1914年5月的一次事故而喪失行動能力，但仍然参加了1915年的蘇瓦松戰役。他於1915年1月21日成為第10集團軍的總司令，並一直指揮到1918年3月5日。這支軍隊於1915年2月參加了東普魯士馬祖里湖的大戰。8月，他佔領了科夫諾以及隨後的格羅德諾和奧利塔要塞，並繼續向俄羅斯腹地挺進。他於1915年8月18日獲得了，並於1915年9月28日獲得了附带的橡樹葉。1916年7月30日，在繼續指揮第10集團軍的同時，艾希霍恩成為駐紮在第10集團軍附近的艾希霍恩集团军群的最高指揮官，他指揮該集團軍至1918年3月31日。1917年12月18日，艾希霍恩晉升為陆军元帥。《布列斯特合约》签订后，俄国西部的大面积土地都被割让给了德国，1918年4月3日，他成为了成為基輔集團軍的最高指揮官，同時擔任驻烏克蘭的軍事總督。4月29日，在他的支持下，帕夫洛·斯科罗帕茨基发动政变推翻了乌克兰人民共和国政府。
1918年7月30日，俄羅斯左翼社會革命黨成員鮑里斯·米哈伊洛維奇·頓斯科伊在基輔刺殺了艾希霍恩，他随后被安葬在柏林的榮軍公墓。